# Sport Marítimo Murtoense (féminines)
Maillots
Actualités
Le Sport Marítimo Murtoense est un club situé dans la ville de Murtosa  au Portugal. Le club a été créé le 22 février 1926, et la section féminine en 2002. Cette dernière évolue rapidement en première division nationale et remporte une Coupe du Portugal. L'équipe première féminine évolue en 2020 en deuxième division.

## Histoire
En 2002 le club constitue une équipe senior de football féminin et débute dans les championnats féminins de l'Association de football d'Aveiro. Au cours de la saison 2003/04, le club a participé avec son équipe senior au championnat national de la 1re division. Après seulement 3 ans d'existence les filles du SM Murtoense remportent la Coupe du Portugal féminine de football, cela après avoir été finalistes de la toute première édition de cette compétition. Les vainqueurs sont : Ana Santos, Diana, Rosa, Ana Isabel, Raquel Santos, Raquel Pessoa, Liliana (Pisca 57m), Juliana (Catarina 76m), Andreia (Minga 112m), Joana, Esquerdinha et remplacantes non utilisées, Daniela Lopes, Fátima, Vera, et Carla. La saison suivante elles sont à nouveau finaliste et aussi vice-championne du Campeonato Nacional Feminino.

### Dates clés
- 2002 : Création de la section féminine du Sport Marítimo Murtoense.
- 2003 : Vainqueur du Campeonato AF Aveiro et dispute son premier match en première division portugaise.
- 2004 : Finaliste de la première Coupe du Portugal féminine de football.
- 2005 : Vainqueur de la Coupe du Portugal féminine de football.
- 2006 : Vice-champion du Campeonato Nacional Feminino et finaliste de la Coupe du Portugal féminine de football.
- 2011 : Relégation en Promoção Feminino

## Résultats sportifs

### Palmarès
Le palmarès du Sport Marítimo Murtoense se compose d'un seul titre, celui de vainqueur de la Coupe du Portugal.
Le tableau suivant liste le palmarès du club actualisé à l'issue de la saison 2019-2020 dans les différentes compétitions officielles aux niveaux national, international et régional.
| Compétitions nationales | Compétitions régionales |
| - Championnat du Portugal (0) - Vice-champion : 2006. - Coupe du Portugal (1) - Vainqueur : 2004-05. - Finaliste : 2003-04 et 2005-06. | - Championnat de l'AF Aveiro (6) - Champion : 2003, 2004, 2005, 2006, 2007, 2008. - Coupe de l'AF Aveiro (3) - Champion : 2005, 2006, 2010. - Championnat de l'AF Aveiro U19 (1) - Champion : 2019. |

### Bilan saison par saison
Le tableau suivant retrace le parcours du club depuis sa création en 2002.
| Édition   | Division 1          | Division 2             | Divisions régionales | Coupe du Portugal   | Supercoupe du Portugal | Coupe de la Ligue             |
| 2002-2003 | -                   | Championnat inexistant | Vainqueur            | Coupe inexistante   | Supercoupe inexistante | Coupe de la Ligue inexistante |
| 2003-2004 | 5e                  | Championnat inexistant | Vainqueur            | Finaliste           | Supercoupe inexistante | Coupe de la Ligue inexistante |
| 2004-2005 | 3e                  | Championnat inexistant | Vainqueur            | Vainqueur           | Supercoupe inexistante | Coupe de la Ligue inexistante |
| 2005-2006 | 2e                  | Championnat inexistant | Vainqueur            | Finaliste           | Supercoupe inexistante | Coupe de la Ligue inexistante |
| 2006-2007 | 5e                  | Championnat inexistant | Vainqueur            | -                   | Supercoupe inexistante | Coupe de la Ligue inexistante |
| 2007-2008 | 4e                  | Championnat inexistant | Vainqueur            | -                   | Supercoupe inexistante | Coupe de la Ligue inexistante |
| 2008-2009 | 4e                  | Championnat inexistant | 3e                   | -                   | Supercoupe inexistante | Coupe de la Ligue inexistante |
| 2009-2010 | 3e                  | Championnat inexistant | -                    | 1/8 de finale       | Supercoupe inexistante | Coupe de la Ligue inexistante |
| 2010-2011 | 5e                  | Championnat inexistant | -                    | 1/8 de finale       | Supercoupe inexistante | Coupe de la Ligue inexistante |
| 2011-2012 | -                   | 3e Série B             | -                    | 1/8 de finale       | Supercoupe inexistante | Coupe de la Ligue inexistante |
| 2012-2013 | -                   | 2e Série B             | -                    | Tour Préliminaire   | Supercoupe inexistante | Coupe de la Ligue inexistante |
| 2013-2014 | -                   | 1/8 Série B            | -                    | 1er Tour            | Supercoupe inexistante | Coupe de la Ligue inexistante |
| 2014-2015 | -                   | 5e Série B             | -                    | 2e Tour             | -                      | Coupe de la Ligue inexistante |
| 2015-2016 | -                   | 1/4 Zone Centre        | -                    | 1er Tour            | -                      | Coupe de la Ligue inexistante |
| 2016-2017 | -                   | 1/4 de finale          | -                    | 1/16 de finale      | -                      | Coupe de la Ligue inexistante |
| 2017-2018 | -                   | 1/4 de finale          | -                    | 1er Tour            | -                      | Coupe de la Ligue inexistante |
| 2018-2019 | -                   | 1/4 de finale Série D  | -                    | 1/16 de finale      | -                      | Coupe de la Ligue inexistante |
| 2019-2020 | Compétition annulée | Compétition annulée    | Compétition annulée  | Compétition annulée | Compétition annulée    | Compétition annulée           |

## Personnalités du club

### Entraîneurs
| Entraîneurs années 2002 - 2009 | Entraîneurs années 2010 - présent |
| - 2005-2009 : Jorge Guimarães  | - 2010- : Jorge Guimarães         |